# 山本晃也
山本 晃也（やまもと あきや、1980年5月23日 - ）は、京都府出身の早食い・大食いの選手、いわゆるフードファイターで過去にフードバトルクラブにも出演していた。「元祖早飲み王」や「伝説をつくる男」、「早飲みアーティスト」という異名を取る。立命館大学法学部卒業。

## 人物
- 早食いが得意で、特に早飲みを得意としている。逆に大食い系競技はやや不得意。
- 寿司を含む生もの系に関しては、本人は苦手食材だと公言している。
- 極度のそばアレルギー（一口でもそばを口に入れたら致命傷になるほどのアレルギー）。その結果、フードバトルクラブで敗北を喫した事もある。
- 現在はメディアに出る事も全く無く、小林尊のツイッターにて、「元フードファイター」と書かれているため大食い･早食い活動は行ってない模様。

## エピソード
- 「いきなり!黄金伝説。」の企画『大食いで日本縦断する女』で京都チャンピオンとして登場。クワバタオハラの小原正子と対戦し、3戦3勝。泣きの1戦では3kgの草団子を圧倒的な速さで完食、更に持参していた2Lのお茶も一気飲みで完飲し圧勝。伝説不達成となった。その後、新井和響とのエキシビジョンマッチでも勝利を収め、この番組をきっかけにフードバトルクラブ等の他局の番組にも進出した。

## 主な出演番組

### TV
- テレビ朝日「いきなり!黄金伝説。」（『大食いで日本縦断する女』企画内で登場）
- TBS「フードバトルクラブ」

### CM
- すき家